# Melcha
Melcha is een geslacht van insecten uit de orde vliesvleugeligen (Hymenoptera) en de familie Ichneumonidae.

## Soorten
- M. albispina (Cameron, 1901)
- M. albomaculata Cameron, 1905
- M. annulitarsis (Cameron, 1907)
- M. rufipes (Cameron, 1905)
- M. suffita (Tosquinet, 1903)
- M. trossulus (Tosquinet, 1903)
- M. varipes Cameron, 1902